# Собор Христа-Спасителя (Брюгге)
Собор Христа-Спасителя (нидерл. Sint-Salvatorskathedraal), также известный как Собор Спасителя и Святого Доната, — римско-католический собор в Брюгге, Бельгия. Собор посвящен воскрешению Христа и святому Донатию Реймсскому . 

## История
Синт-Сальватор (лат. Salvator - Спаситель), главный собор города, — одно из немногих зданий Брюгге, почти избежавшее повреждений или разрушений в течение многих веков. Церковь получила статус кафедрального собора в XIX веке. С X века Син-Сальватор был обычной приходской церковью. Центральным религиозным сооружением города в то время был Синт-Донааскатедрааль (собор Святого Донациана), располагавшийся в самом сердце Брюгге, напротив городской Ратуши. В 1116 году пожар уничтожил первое строение, и в 1127 году началось строительство новой, более крупной церкви в романском стиле. В 1250 году было начато строительство нынешнего здания Синт-Сальватор, продолжавшееся около столетия. В конце XVIII века французы, занявшие Брюгге, изгнали епископа города и разрушили собор Синт-Донаа, который был его резиденцией.
В 1834 году, вскоре после обретения Бельгией независимости в 1830 году, в Брюгге был назначен новый епископ, а церковь Синт-Сальватор получила статус собора. Однако внешний облик здания не соответствовал новому статусу. Собор был намного меньше по размерам и менее внушительным, чем близлежащая церковь Богоматери, и его пришлось приспосабливать к новой роли. Одним из возможных вариантов было построить более высокую и впечатляющую башню.
Крыша собора обрушилась во время пожара в 1839 году. Роберту Чантреллу, английскому архитектору, известному своими неоготическими реставрациями английских церквей, было поручено вернуть Св. Сальватору его былую славу. В то же время ему был заказан проект более высокой башни, чтобы сделать ее выше, чем у церкви Богоматери. Самая старая сохранившаяся часть собора, датируемая XII веком, составила основание могучей башни. Вместо того, чтобы придать ей неоготический облик, Чантрел выбрал романский дизайн. После завершения строительства это решение вызвало много критики, и Королевская комиссия по памятникам (Koninklijke Commissie voor Monumenten) без разрешения Чантрелла доработала проект путём установки на вершине башни небольшого пирамидального навершия, поскольку первоначальный проект был сочтен слишком плоским. Западная башня в неороманском стиле, похожая на крепость, имеет высоту 99 метров.
В соборе Синт-Сальватор хранится множество произведений искусства, которые первоначально хранились в его разрушенном предшественнике, соборе Синт-Донааа. Гобелены, которые можно увидеть при входе в церковь, были изготовлены в Брюсселе Яспером ван дер Борхтом в 1731 году. В Синт-Сальваторе также хранятся оригинальные картины, послужившие моделями для гобеленов.
Орган собора был первоначально построен Якобом Ван Эйнде (1717–1719) и в XX веке трижды подвергался перестройке.